# Gymnangium richardi
Gymnangium richardi är en nässeldjursart som först beskrevs av Bedot 1921.  Gymnangium richardi ingår i släktet Gymnangium och familjen Aglaopheniidae. Inga underarter finns listade i Catalogue of Life.